# Pteraster
Genre
Pteraster est un genre d'étoiles de mer (Asteroidea) de la famille des Pterasteridae.

## Description et caractéristiques
Ce sont des étoiles de taille moyenne, subpentagonales pourvues de 5 bras triangulaires concaves. La plupart des espèces vivent en eaux froides (de l'Arctique à l'Antarctique), ainsi que dans les abysses.
Elles sont caractérisées par leur faculté à produire un épais mucus défensif, qui repousse les prédateurs tels que les étoiles carnivores du genre Solaster. Leur corps est mou, aplati et souple, et équipé au centre du disque central d'un organe en valve appelé osculum.

## Liste des espèces
Selon World Register of Marine Species (4 juillet 2014) :
- Pteraster abyssorum (Verrill, 1895)
- Pteraster acicula (Downey, 1970)
- Pteraster affinis Smith, 1876
- Pteraster alveolatus Perrier, 1894
- Pteraster bathami Fell, 1958
- Pteraster capensis Gray, 1847
- Pteraster caribbaeus Perrier, 1881
- Pteraster corynetes Fisher, 1916
- Pteraster coscinopeplus Fisher, 1910
- Pteraster diaphanus (Ludwig, 1905)
- Pteraster educator Djakonov, 1958
- Pteraster flabellifer Mortensen, 1933
- Pteraster florifer Koehler, 1920
- Pteraster fornicatus Mortensen, 1933
- Pteraster gibber (Sladen, 1882)
- Pteraster hastatus Mortensen, 1913
- Pteraster hirsutus (Sladen, 1882)
- Pteraster hymenasteroides Djakonov, 1958
- Pteraster hystrix Harvey, 1989
- Pteraster ifurus Golotsvan, 1998
- Pteraster inermis Perrier, 1888
- Pteraster jordani Fisher, 1905
- Pteraster koehleri A.M. Clark, 1962
- Pteraster marsippus Fisher, 1910
- Pteraster militarioides H.L. Clark, 1941
- Pteraster militaris (O.F. Müller, 1776)
- Pteraster minutus Djakonov, 1958
- Pteraster multiporus H.L. Clark, 1908
- Pteraster obesus H.L. Clark, 1908
- Pteraster obscurus (Perrier, 1891)
- Pteraster octaster Verrill, 1909
- Pteraster personatus Sladen, 1891
- Pteraster pulvillus (M. Sars, 1861)
- Pteraster reticulatus Fisher, 1906
- Pteraster robertsoni McKnight, 1973
- Pteraster rugatus Sladen, 1882
- Pteraster rugosus H.L. Clark, 1941
- Pteraster solitarius Djakonov, 1958
- Pteraster spinosissimus (Sladen, 1882)
- Pteraster stellifer Sladen, 1882
- Pteraster temnochiton Fisher, 1910
- Pteraster tesselatus Ives, 1888
- Pteraster tetracanthus H.L. Clark, 1916
- Pteraster texius Golotsvan, 1998
- Pteraster trigonodon Domantay, 1969
- Pteraster trigonodon Fisher, 1910
- Pteraster uragensis Hayashi, 1940
- Pteraster willsi Clark & Jewett, 2011

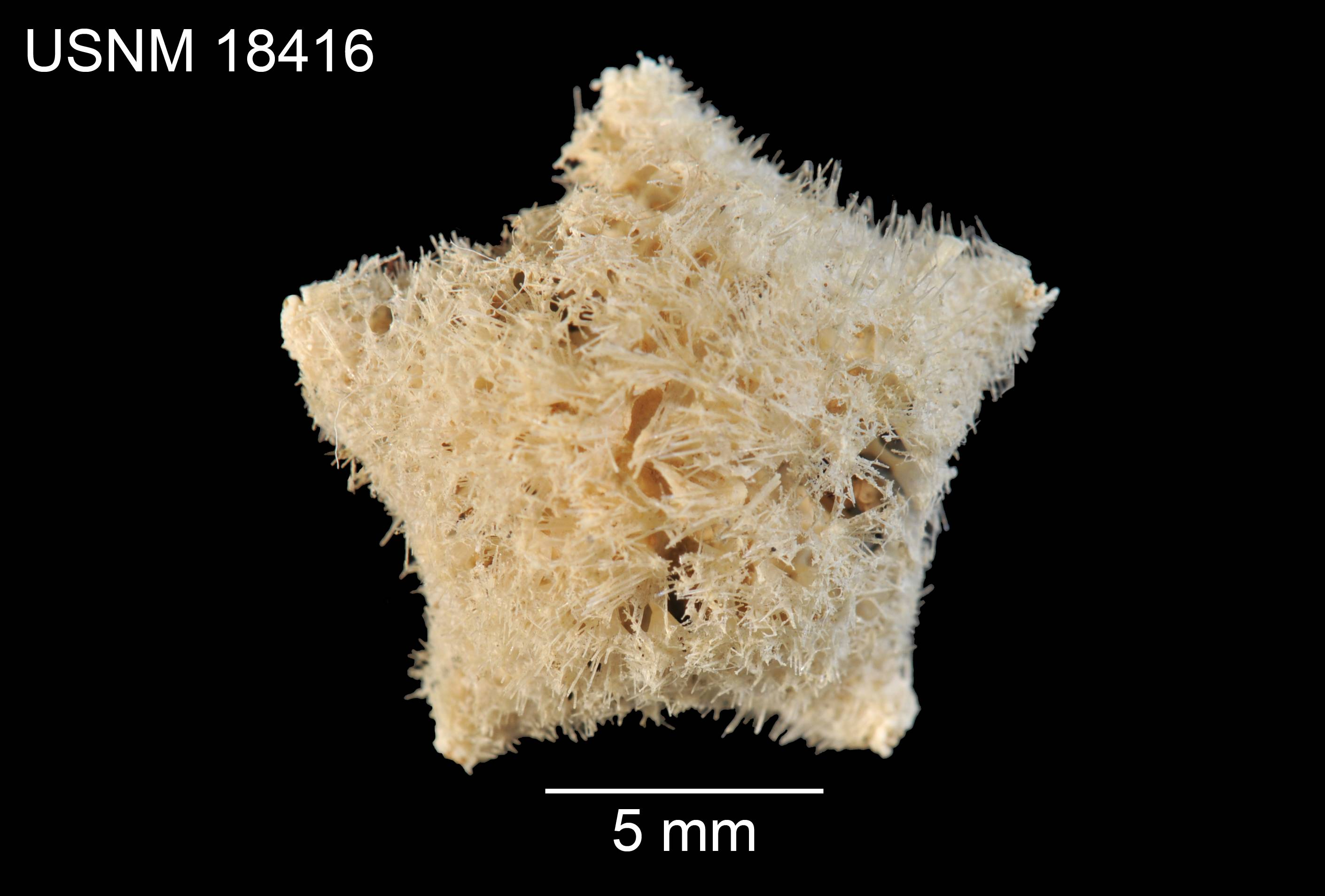
Pteraster acicula (USNM)
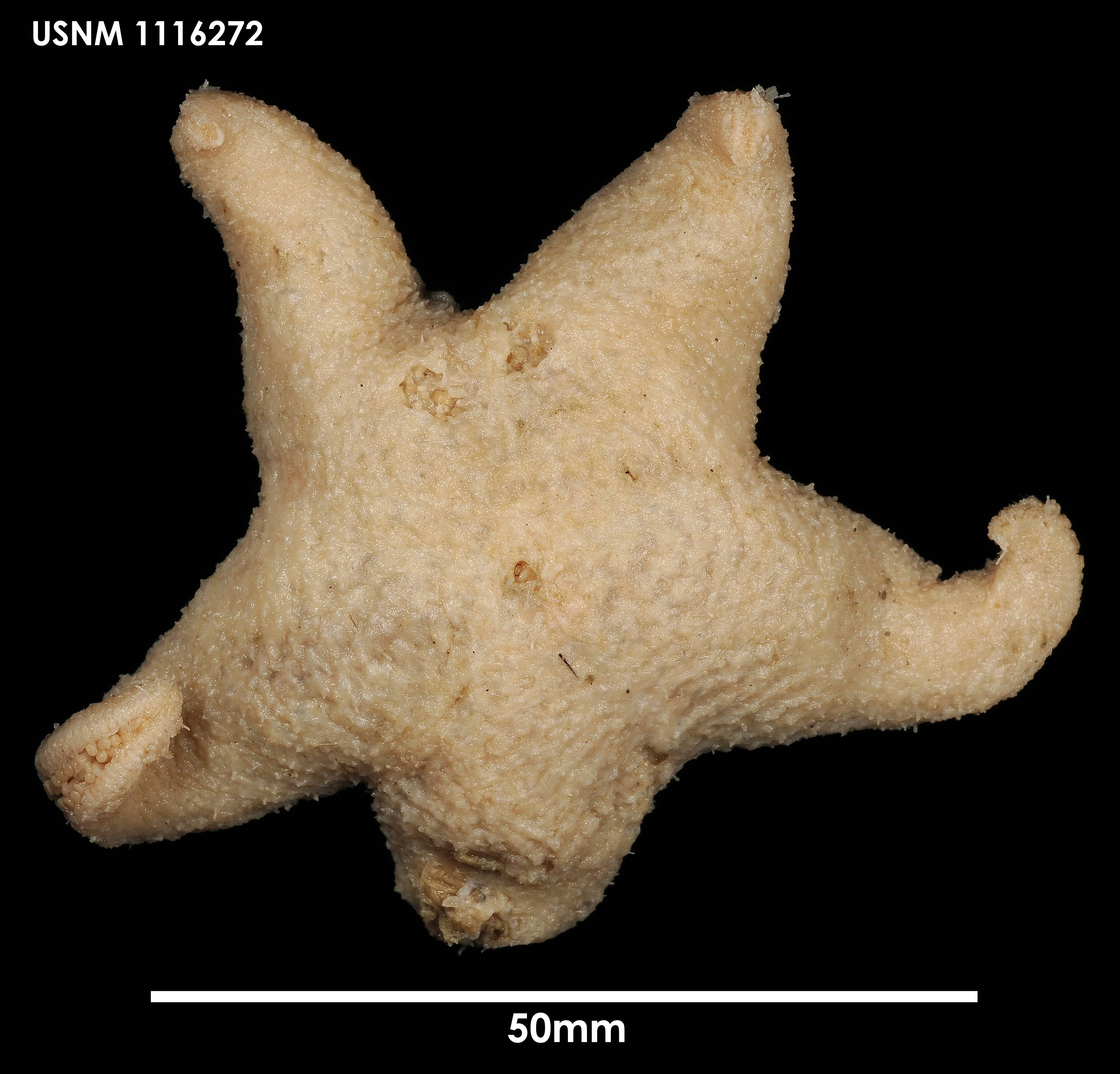
Pteraster affinis (USNM)
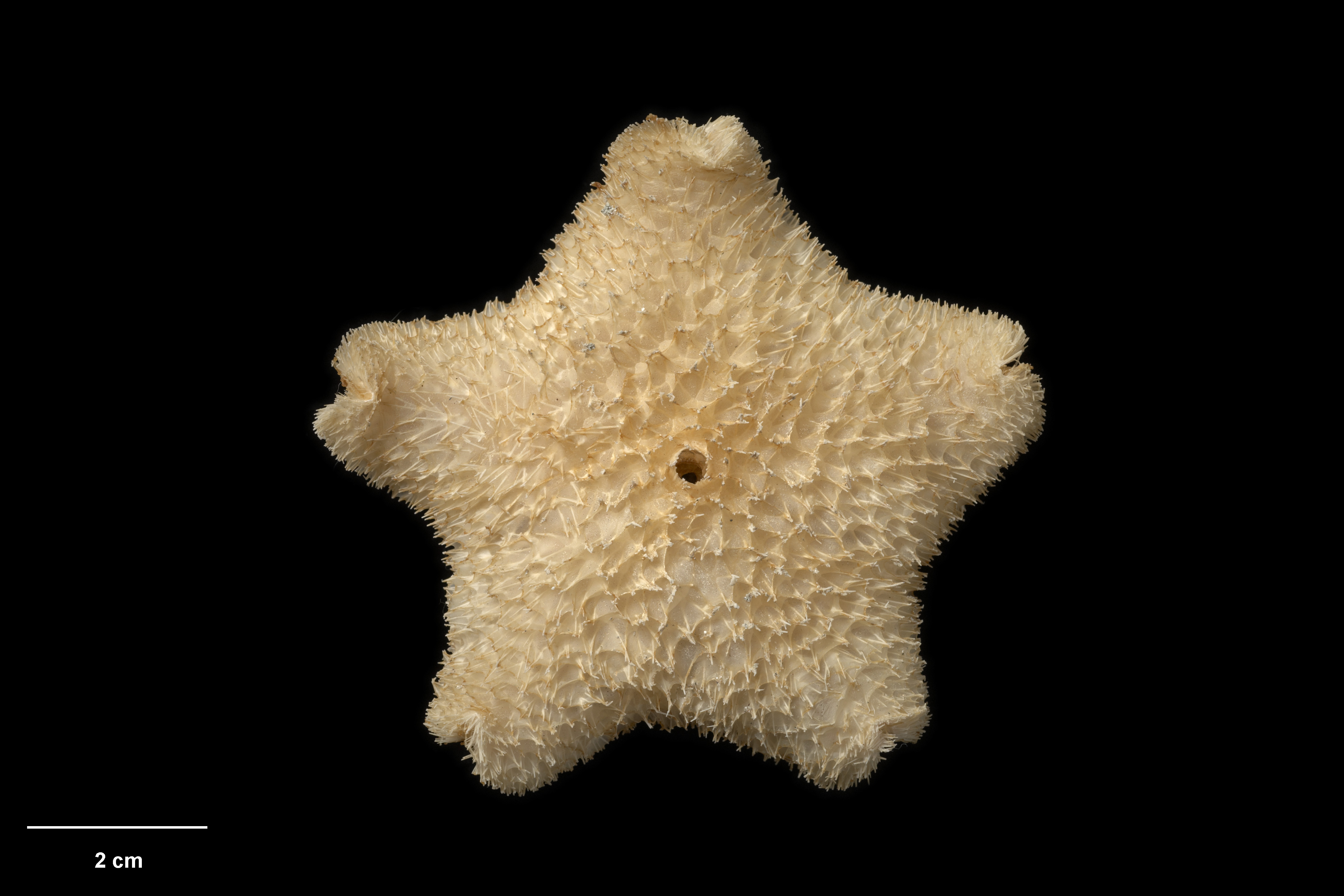
Pteraster bathami
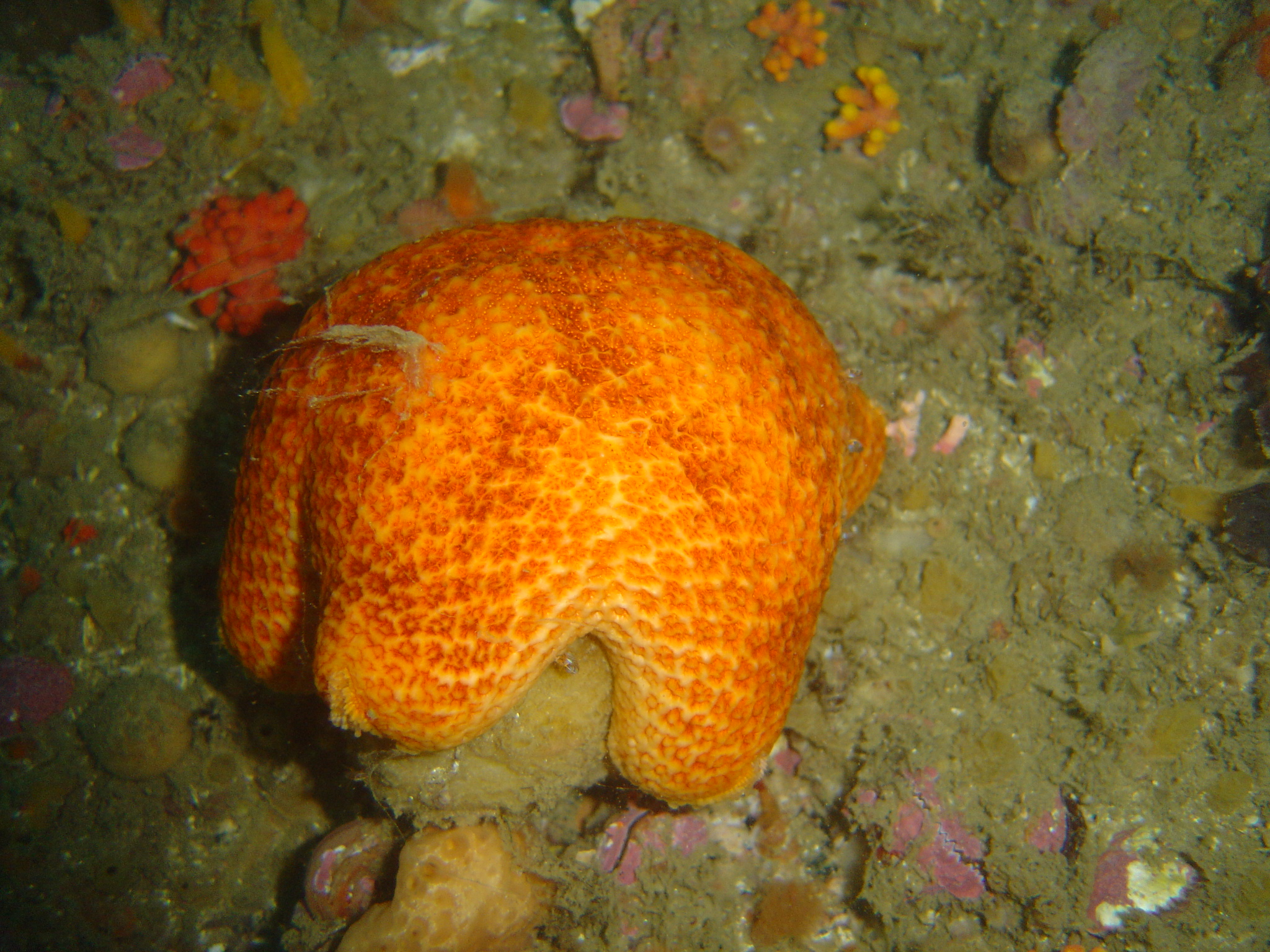
Pteraster capensis
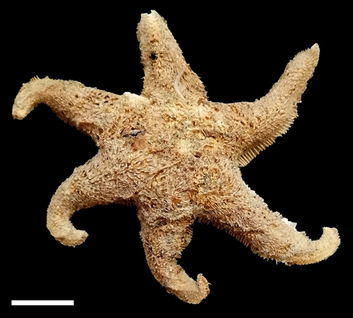
Pteraster flabellifer
Pteraster fornicatus
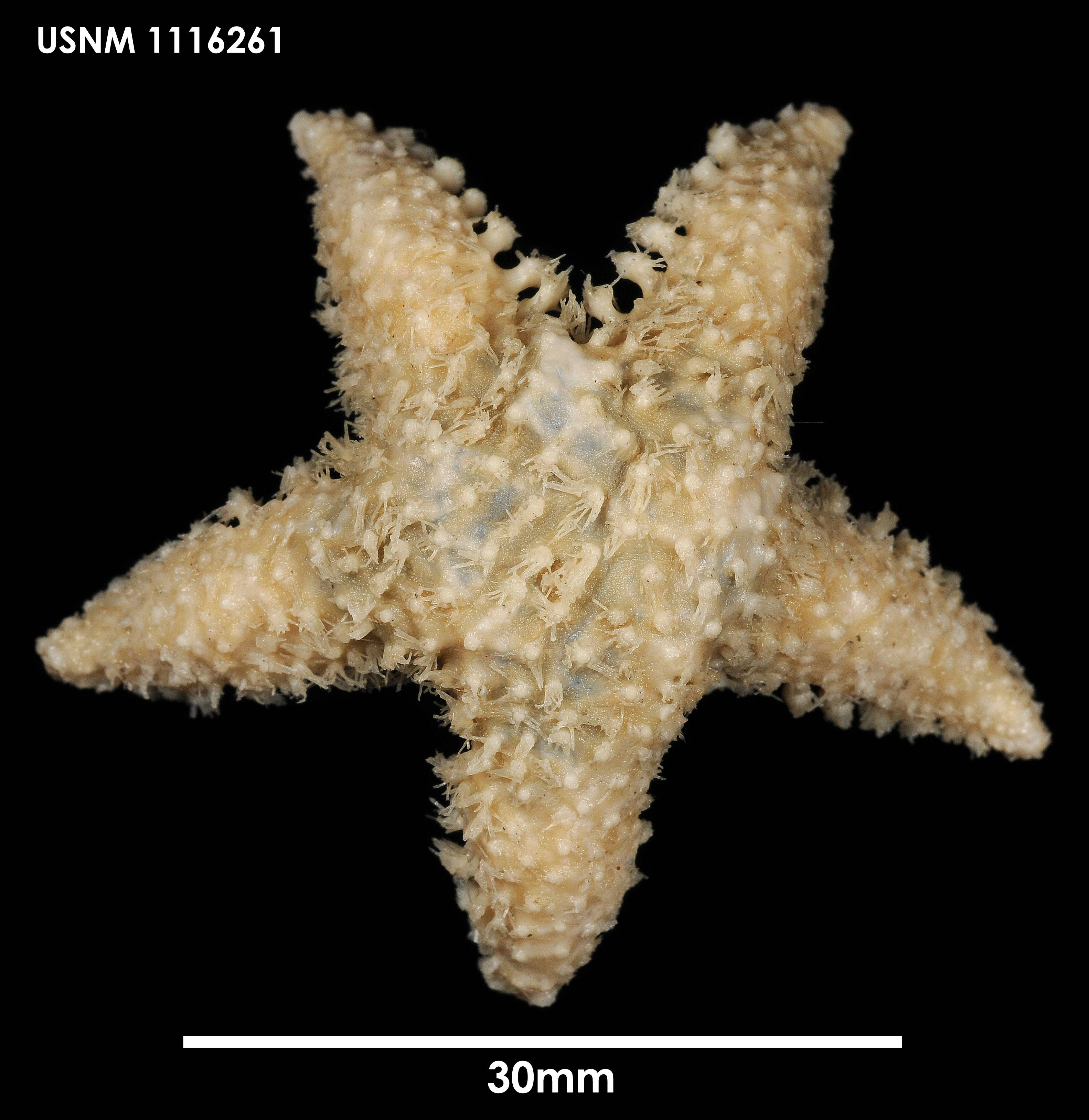
Pteraster gibber (USNM)
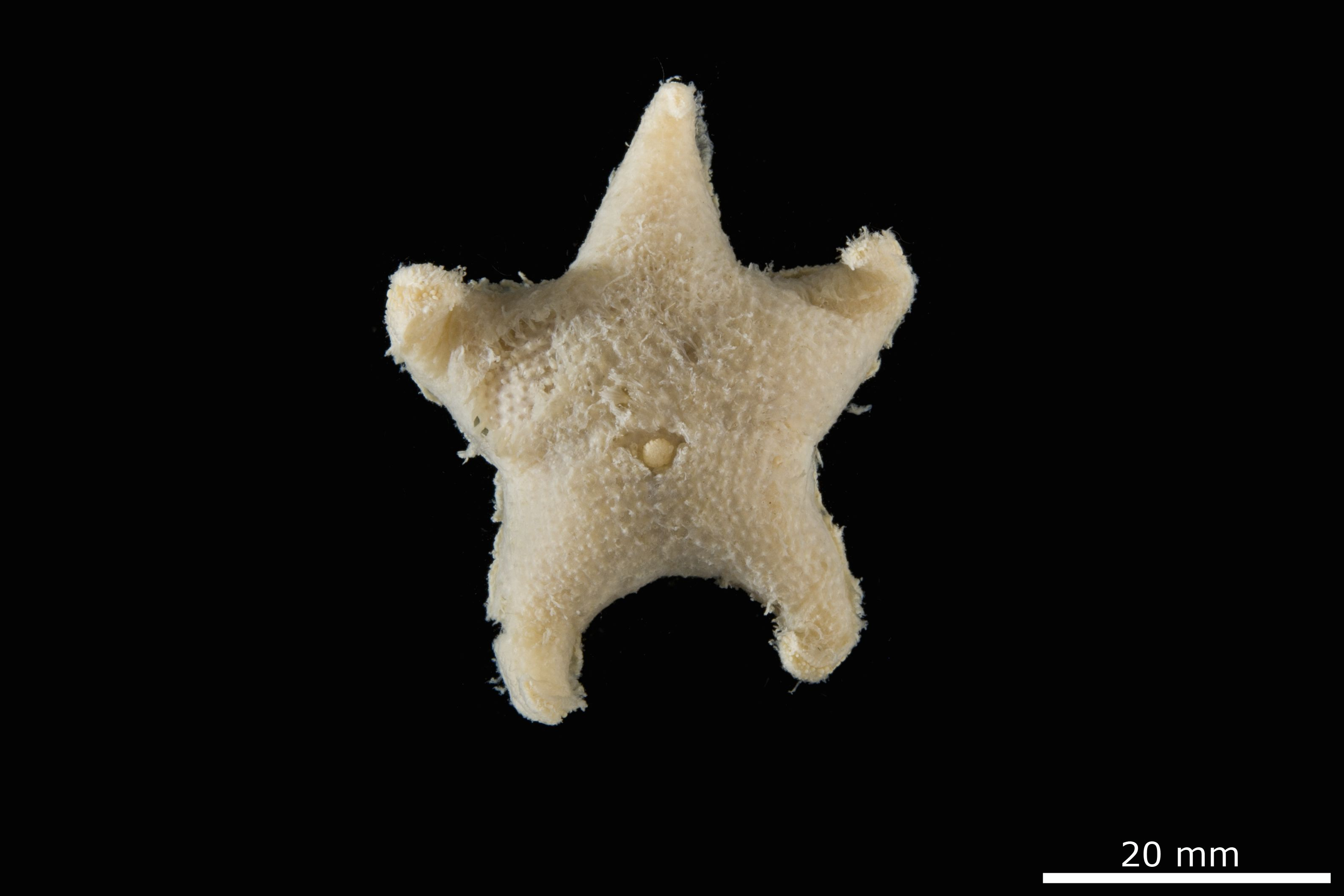
Pteraster hastatus
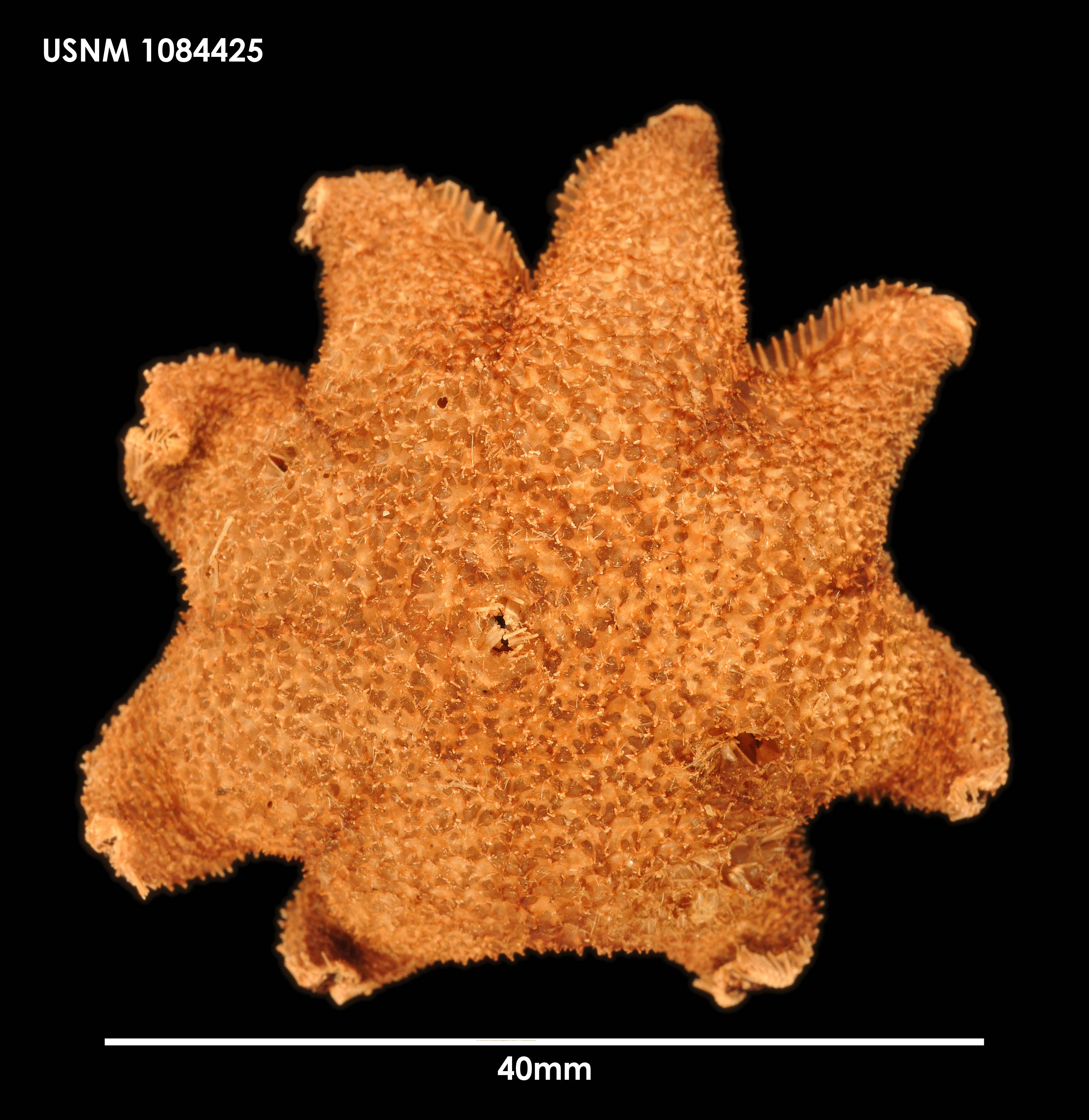
Pteraster koehleri (USNM)
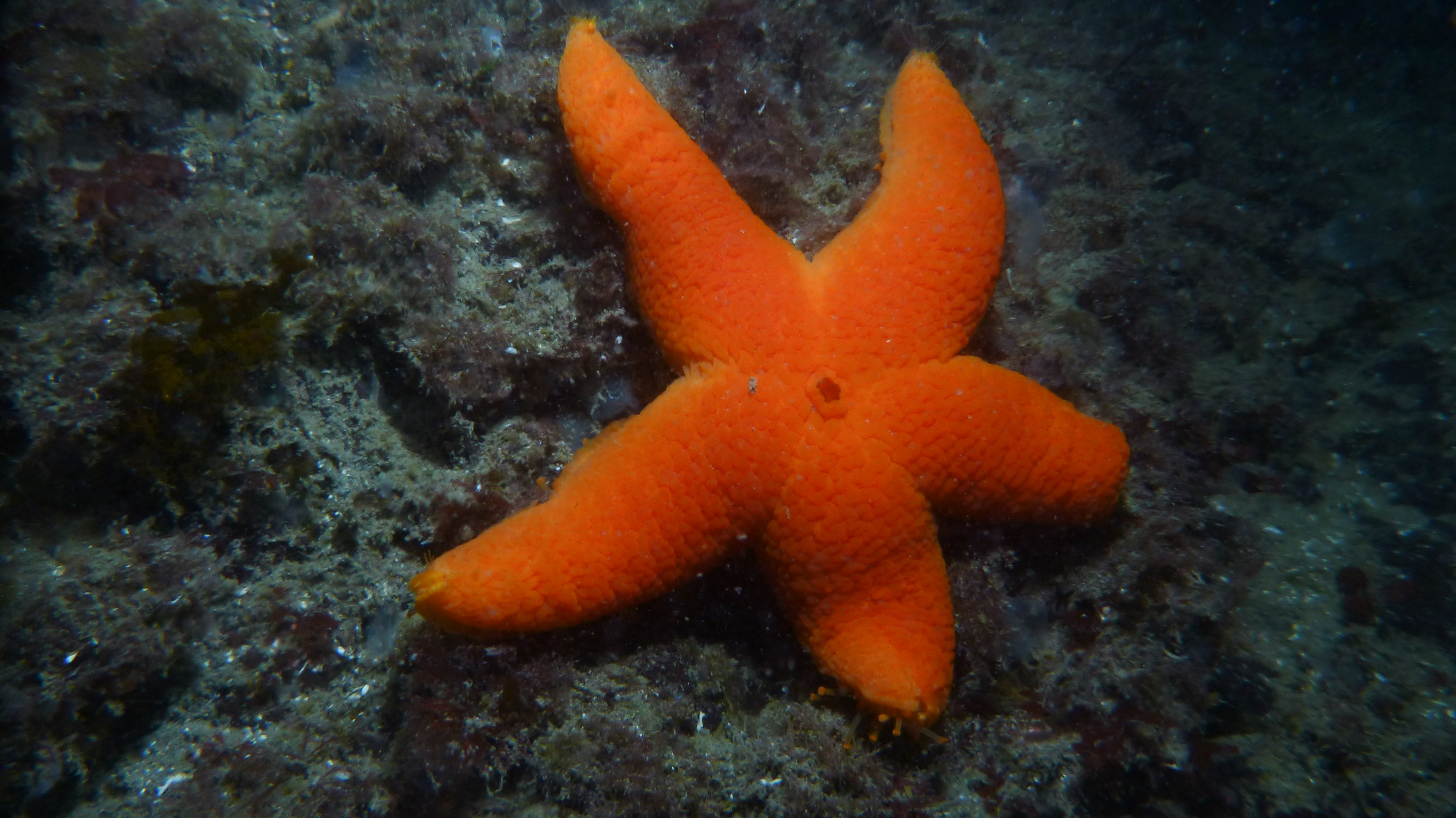
Pteraster militaris
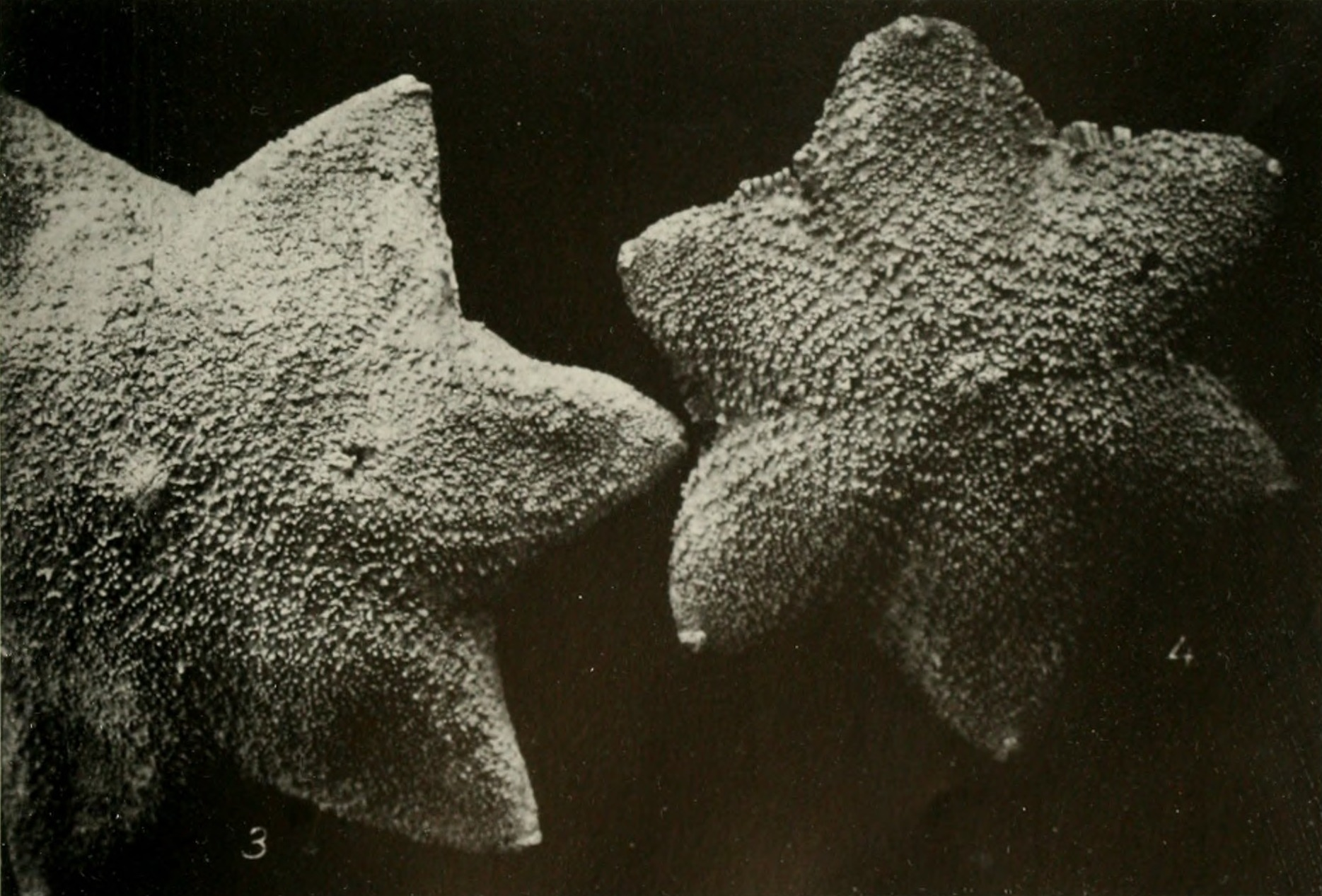
Pteraster obscurus
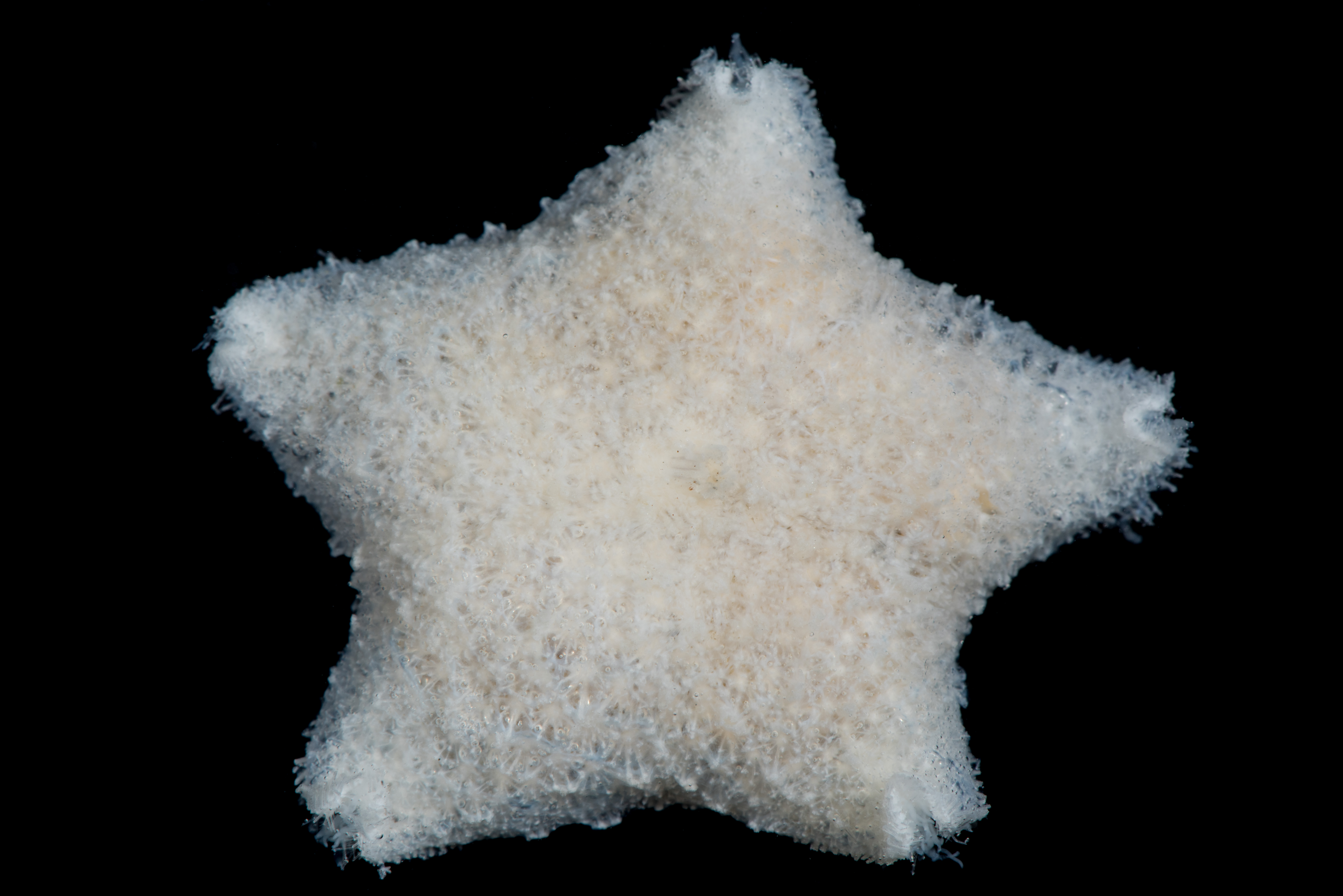
Pteraster pulvillus
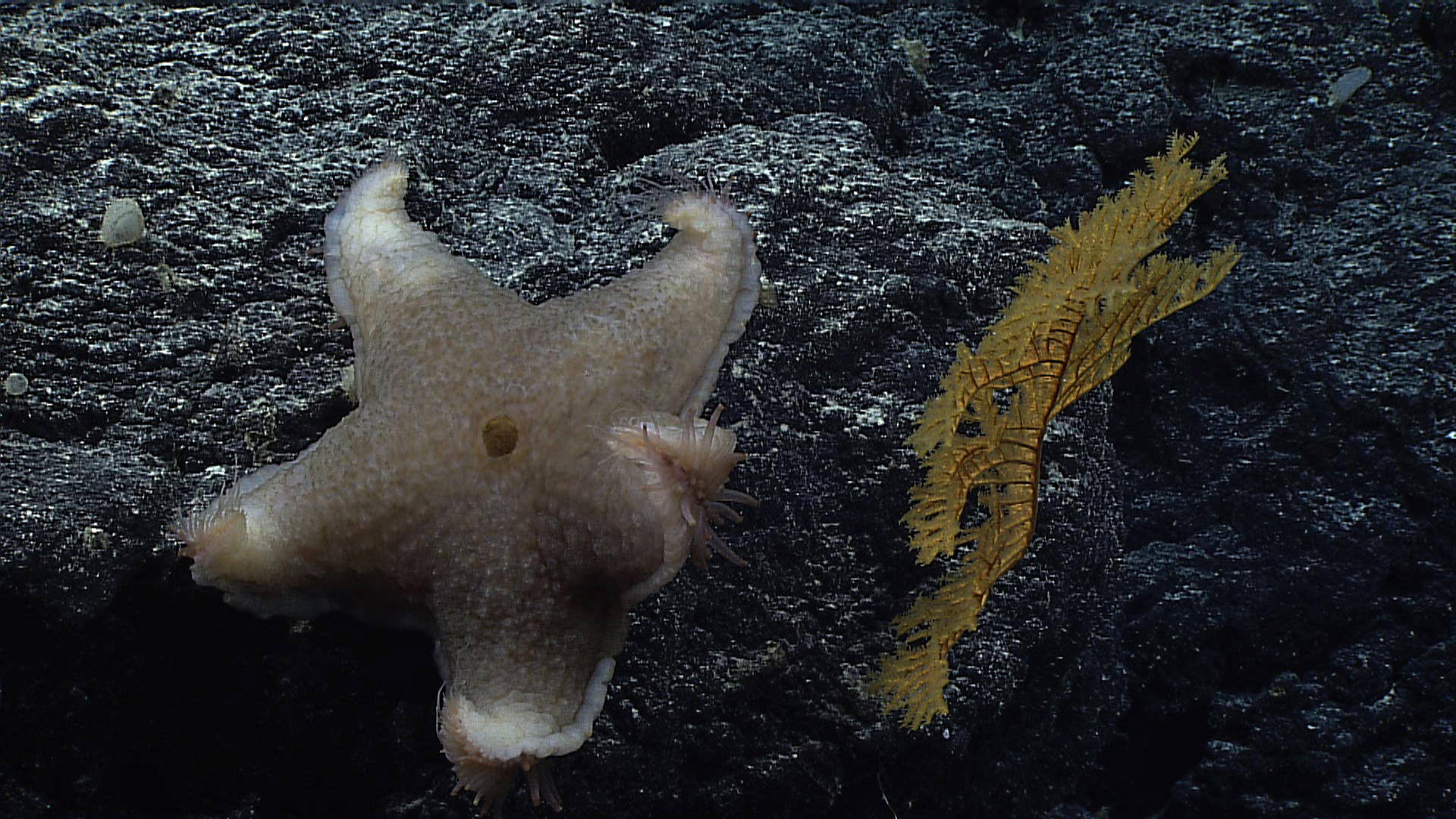
Pteraster reticulatus
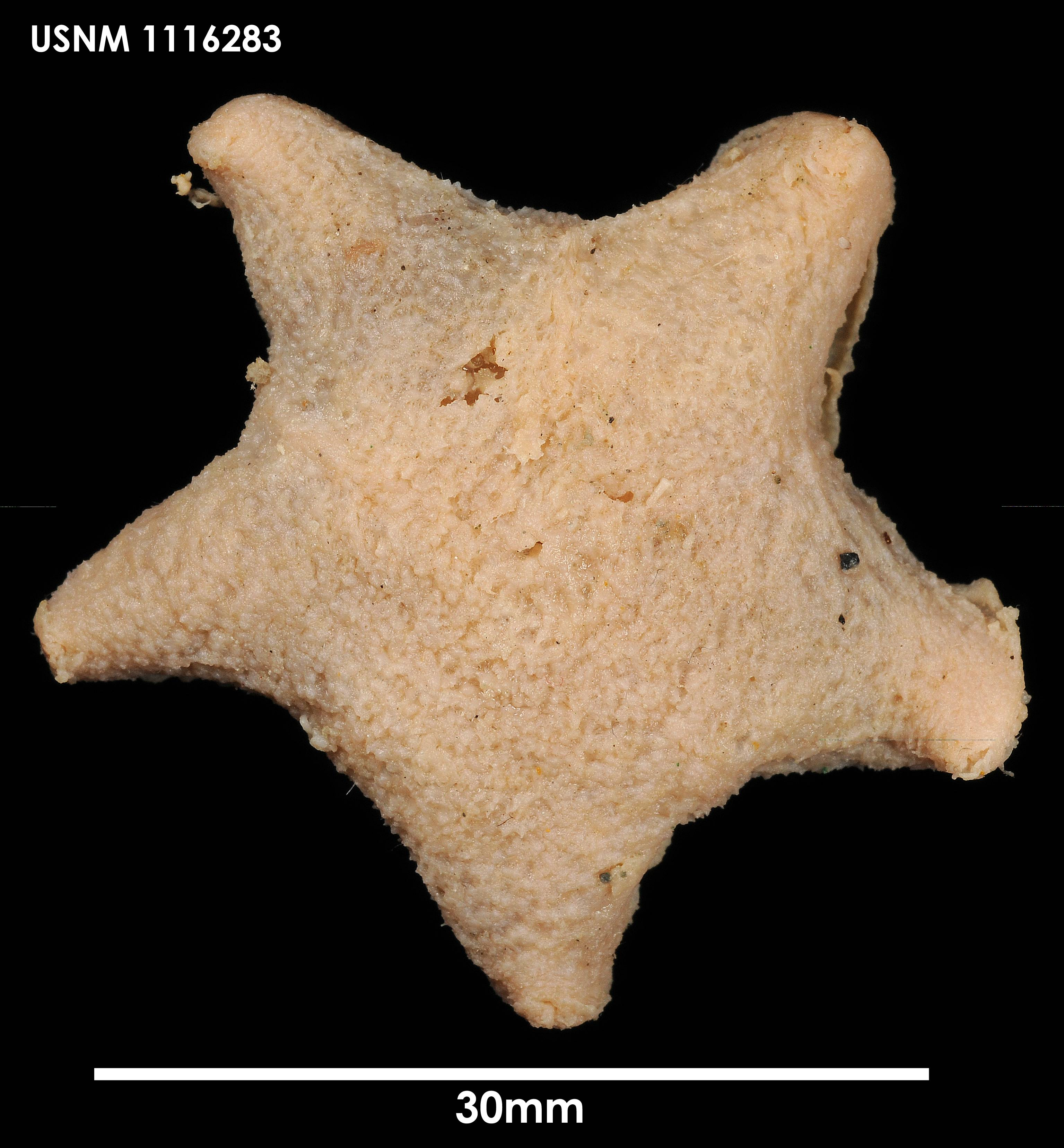
Pteraster rugatus (USNM)
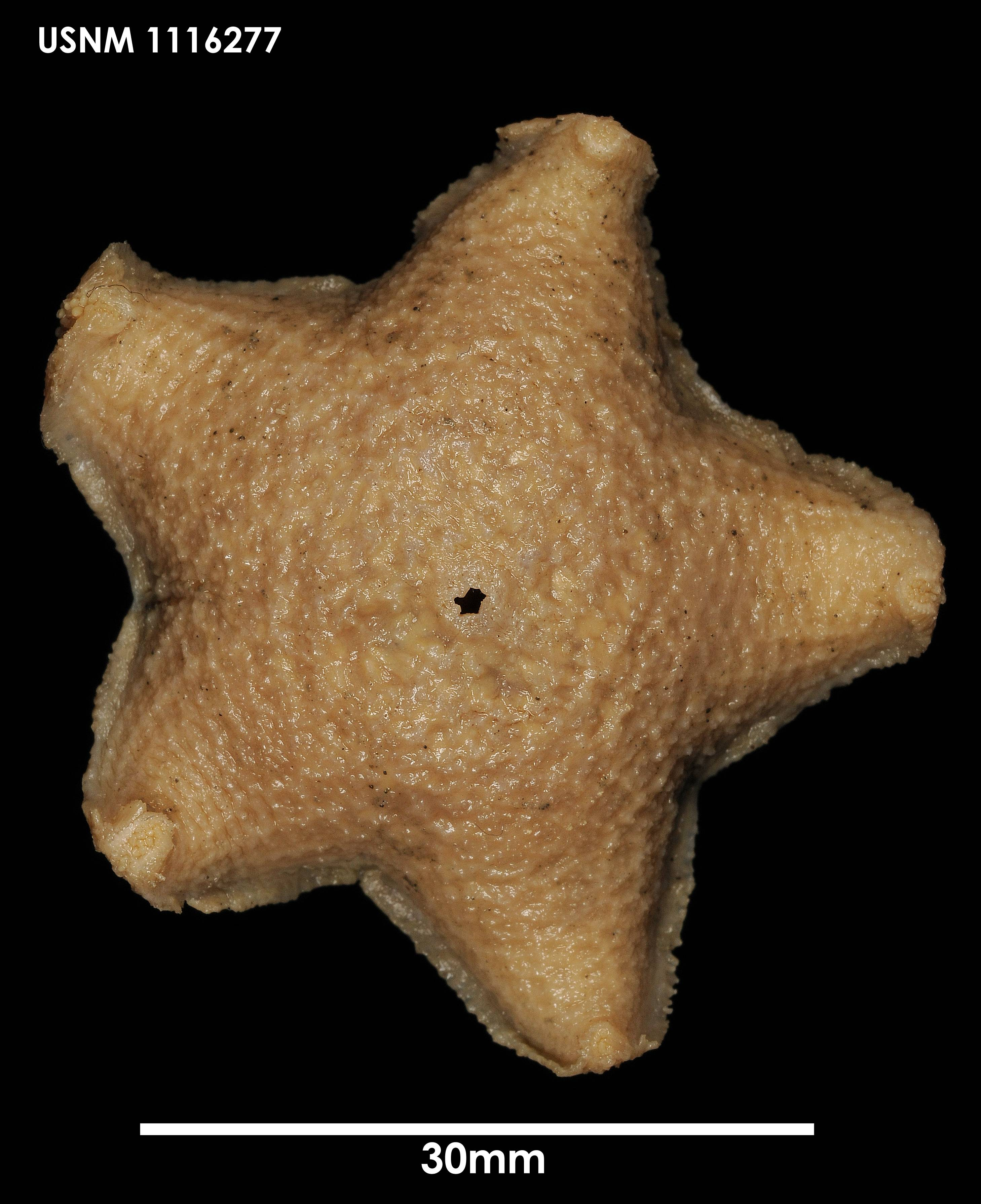
Pteraster stellifer (USNM)
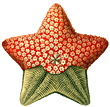
Pteraster stellifer : vue dorsale (rouge) et ventrale (brun)
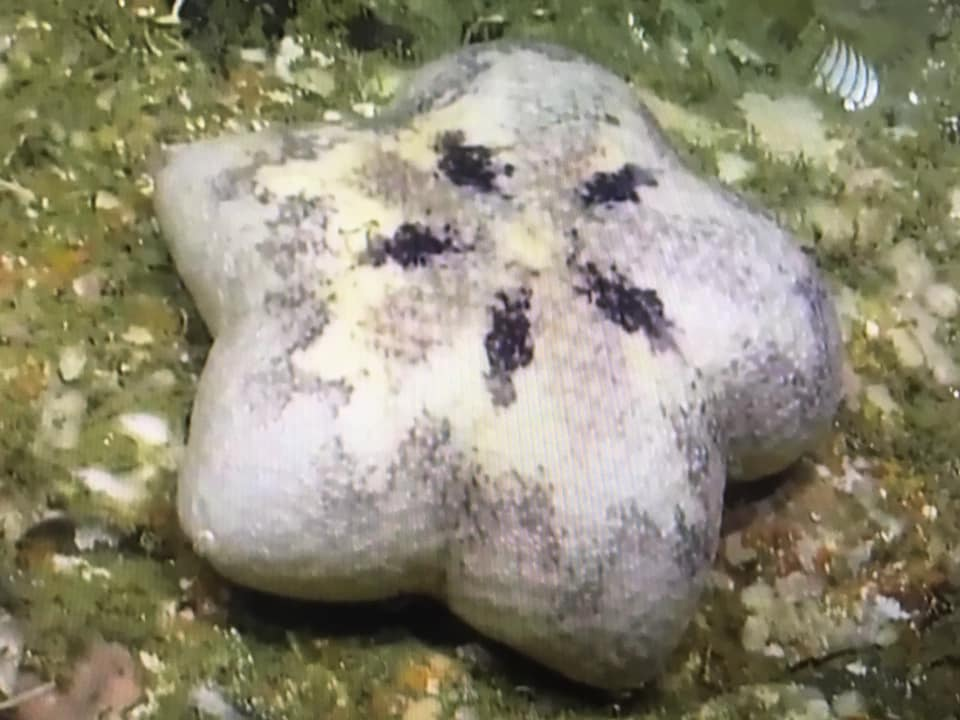
Pteraster tesselatus
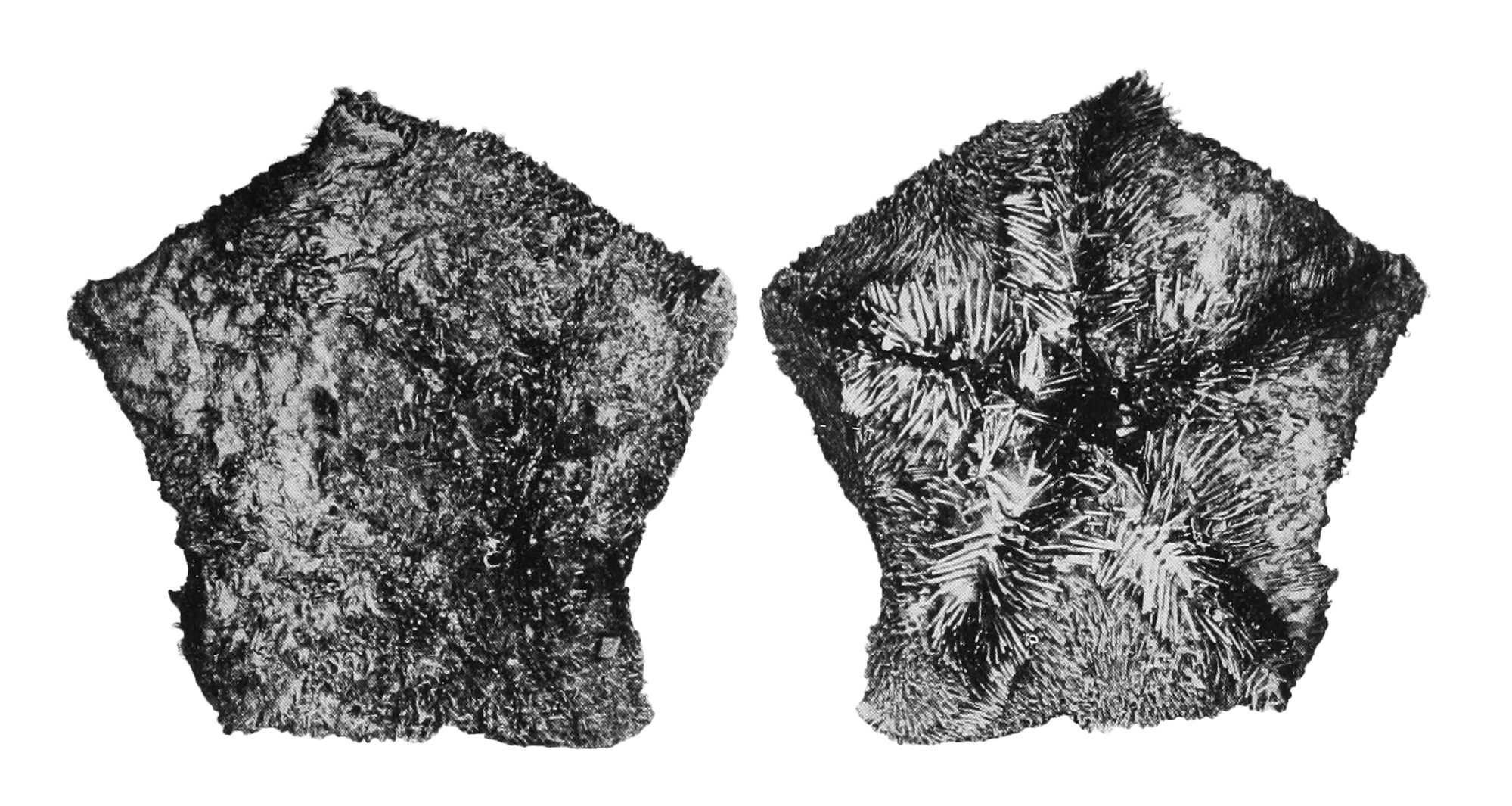
Pteraster tetracanthus